# Передняя большеберцовая мышца
Передняя большеберцовая мышца (лат. Musculus tibialis anterior) — мышца голени передней группы.
Мышца длинная, узкая, лежит поверхностно, занимая наиболее медиальное положение из всех мышц этой группы. Внутренним краем она граничит с передним краем большеберцовой кости, а наружным в проксимальном отделе — с длинным разгибателем пальцев (лат. M. extensor digitorum longus), в дистальном — с длинным разгибателем большого пальца (лат. M. extensor hallucis longus).
Мышца берёт начало более широкой своей частью от латерального мыщелка и латеральной поверхности большеберцовой кости и межкостной перепонки голени. В нижней трети голени она переходит в длинное плоское сухожилие, которое залегает в сухожильном кармане под нижним удерживателем сухожилий мышц-разгибателей (лат. retinaculum mm. extensorum inferius) и направляется сначала к медиальному краю стопы, а затем на подошвенную поверхность. Сухожилие прикрепляется к медиальной клиновидной кости и основанию I плюсневой кости.

## Функция
Разгибает стопу и приподнимает её медиальный край (супинация). Вместе с задней большеберцовой мышцей приводит стопу. Когда стопа фиксирована, мышца наклоняет голень вперёд, приближая её к тылу стопы.